# 农安站
农安站，位于中华人民共和国吉林省长春市农安县农安镇，是一座由沈阳铁路局管辖的隶属三等站。该站建于1934年，原名龙湾站。现该站及其上下行区间均已电气化，距长春站约66公里，办理客货运业务。

## 历史
- 1934年，龙湾站随长洮铁路开通而启用。
- 1954年，龙湾站更名为农安站。
- 2017年8月8日，农安站新站房随长白铁路扩能改造工程完工而正式启用[2]。

## 車站周邊
- 农安公路客运总站
- 农安红心医院
- 中国邮政储蓄银行站前支行
- 中国工商银行农安支行
- 龙府大酒店
- 农安鸿泰医院
- 中国联通兴华路第二营业厅
- 中国农业银行农安支行营业所
- 农安县农机局
- 农安县第十中学
- 农安县水利局
- 农安镇人民政府
- 农安县人民医院
- 农安县第二实验中学

## 外部連結
- 中国铁路客户服务中心 （页面存档备份，存于）